# Карагайли (Осакаровський район)
Карагайли́ (каз. Қарағайлы) — село у складі Осакаровського району Карагандинської області Казахстану. Адміністративний центр Карагайлинського сільського округу.
Населення — 556 осіб (2021; 562 у 2009, 615 у 1999, 567 у 1989).
Національний склад станом на 1989 рік:
- росіяни — 71 %.

До 2002 року село називалось Октябрське.